# Vuelta a La Rioja
La Vuelta a la Rioja era una corsa in linea maschile di ciclismo su strada che si svolgeva nella regione di La Rioja, in Spagna, ogni anno nel mese di aprile. Dal 2005 fece parte del circuito UCI Europe Tour, come prova di classe 2.1 fino al 2008, dato che era disputata su più tappe, e come prova di classe 1.1 dal 2009.
Nata nell'anno 1957 come gara a tappe, e non disputata nel 1959, 1961, 1976 e 1991, nel 2009 a causa di problemi finanziari è stata "degradata" a corsa in linea di un solo giorno. Dal 2018 non si è più svolta per carenza finanziaria dell'organizzazione.

## Albo d'oro
Aggiornato all'edizione 2017.
| Anno | Vincitore                   | Secondo                 | Terzo                     |
| ---- | --------------------------- | ----------------------- | ------------------------- |
| 1957 | Alberto Sant Alenta         | Cosme Barrutia          | Salvador Botella          |
| 1958 | Manuel Martín Piñera        | José Antonio Musitu     | Luciano Montero           |
| 1960 | Ángel Rodríguez             | Juan Campillo           | Raúl Rey                  |
| 1962 | Carlos Echeverría           | Adolfo Legarra          | Sebastián Elorza          |
| 1963 | Carlos Echeverría           | José Antonio Momeñe     | Antón Barrutia            |
| 1964 | Antón Barrutia              | Carlos Echeverría       | Ramón Meniburu            |
| 1965 | Juan María Uribezubia       | Valentín Uriona         | Carlos Echeverría         |
| 1966 | Antonio Gómez del Moral     | Mariano Díaz            | José Manuel Lasa          |
| 1967 | Gabino Ereñozaga            | Eugenio Lisarde         | Andrés Gandarias          |
| 1968 | Ramón Meniburu              | José Ramón Goyeneche    | Jesus Roda                |
| 1969 | Luis Ocaña                  | Andrés Gandarias        | Francisco Galdós          |
| 1970 | Carlos Echeverría           | José Luis Galdames      | Juan Maria Santisteban    |
| 1971 | Jesús Manzaneque            | José Casas              | José Luis Abilleira       |
| 1972 | José Antonio Ponton         | Luis Pedro Santamarina  | Antonio Martos            |
| 1973 | Jesús Manzaneque            | Francisco Galdós        | José Pesarrodona          |
| 1974 | Jesús Manzaneque            | Juan Manuel Santisteban | José Casas                |
| 1975 | Javier Elorriaga            | Jesús Manzaneque        | Vicente López Carril      |
| 1977 | Rafael Ladrón de Guevara    | Domingo Perurena        | Carlos Melero             |
| 1978 | Francisco Galdós            | Vicente Belda           | Marino Lejarreta          |
| 1979 | Eulalio García              | Jesús Manzaneque        | Angel López del Alamo     |
| 1980 | Jesús Suárez Cueva          | Eulalio García          | Vicente Belda             |
| 1981 | Isidro Juárez               | Alberto Fernández       | Juan Fernández            |
| 1982 | Marino Lejarreta            | Vicente Belda           | Eulalio García            |
| 1983 | Eduardo Chozas              | Arsenio González        | Enrique Aja               |
| 1984 | Iñaki Gastón                | Julián Gorospe          | Jesús Blanco Villar       |
| 1985 | Francisco Antequera         | Enrique Aja             | Jesús Blanco Villar       |
| 1986 | José Luis Laguía            | Mariano Sánchez         | Francisco Antequera       |
| 1987 | Reimund Dietzen             | Iñaki Gastón            | Julián Gorospe            |
| 1988 | Federico Echave             | Marino Alonso           | Juan Carlos González      |
| 1989 | Enrique Aja                 | Julián Gorospe          | Fernando Quevedo          |
| 1990 | Alfonso Gutiérrez           | Iñaki Gastón            | Enrique Aja               |
| 1992 | Mikel Zarrabeitia           | Antonio Martín Velasco  | Viktor Klimov             |
| 1993 | Laurent Jalabert            | Kiko García             | Asjat Saitov              |
| 1994 | José María Jiménez          | Alex Zülle              | David García Marquina     |
| 1995 | Miguel Induráin             | José María Jiménez      | Laudelino Cubino          |
| 1996 | Roberto Sierra              | Erminio Díaz Zabala     | Francisco Cabello         |
| 1997 | José María Jiménez          | Santiago Blanco         | Marcos Serrano            |
| 1998 | Abraham Olano               | Juan Carlos Domínguez   | Santiago Blanco           |
| 1999 | Juan Carlos Domínguez       | Jan Hruška              | Igor González de Galdeano |
| 2000 | Miguel Á. Martín Perdiguero | Ángel Vicioso           | Roberto Heras             |
| 2001 | César Solaun                | Aitor Kintana           | José María Jiménez        |
| 2002 | Carlos Torrent              | Denis Men'šov           | Xavier Florencio          |
| 2003 | Félix Cárdenas              | Francisco Mancebo       | José Maestre              |
| 2004 | Vladimir Karpec             | José Á. Gómez Marchante | Josep Jufré               |
| 2005 | Javier Pascual Rodríguez    | Israel Pérez            | Jaume Rovira              |
| 2006 | Ricardo Serrano             | Rubén Plaza             | Vladimir Efimkin          |
| 2007 | Rubén Plaza                 | Vladimir Karpec         | Cândido Barbosa           |
| 2008 | Manuel Calvente             | Sergio Pardilla         | Niklas Axelsson           |
| 2009 | David García Dapena         | Ángel Vicioso           | Manuel Vázquez            |
| 2010 | Ángel Vicioso               | Aitor Pérez             | Marcos García             |
| 2011 | Imanol Erviti               | Juan Pablo Suárez       | Giovanny Báez             |
| 2012 | Evgenij Šalunov             | Pablo Urtasun           | Mikhail Antonov           |
| 2013 | Francesco Lasca             | Michael Matthews        | Ken Hanson                |
| 2014 | Michael Matthews            | Francesco Lasca         | Carlos Barbero            |
| 2015 | Caleb Ewan                  | Daryl Impey             | Andrea Palini             |
| 2016 | Michael Matthews            | Sergey Shilov           | Carlos Barbero            |
| 2017 | Rory Sutherland             | Michael Albasini        | José Joaquín Rojas        |